# 皮利皮夫卡 (柳巴希夫卡區)
47°48′21″N 30°21′40″E / 47.80583°N 30.36111°E
皮利皮夫卡（烏克蘭語：Пилипівка）是位於烏克蘭西南部的村莊，由敖德萨州波季利斯克区的柳巴希夫卡市鎮負責管轄。該村始建於1820年，面積0.51平方公里，2001年人口151，人口密度每平方公里297.83人。